# Hans Rückert (Musiker)
Hans Rückert (* 5. Januar 1950 in Uffenheim) ist ein deutscher Bassposaunist, Dirigent und Hochschullehrer.

## Werdegang
Rückert studierte an der Hochschule für Musik Würzburg bei Walter Daum und war währenddessen als Aushilfe am Mainfranken Theater Würzburg unter Vertrag.
1972 gewann er den Deutschen Hochschulwettbewerb und wurde 1974 am Radio-Sinfonie-Orchester Frankfurt des Hessischen Rundfunks Bassposaunist mit Verpflichtung zur Kontrabassposaune, wo er über 40 Jahre lang tätig war.
Rückert ist Gründungsmitglied von hr-Brass, Crystal Brass und dem Frankfurter Blechbläser-Quintett, er war Mitglied des Edward Tarr Brass Ensembles, Dirigent des Landesjugendblasorchesters Hessen und des sinfonischen Blasorchesters „Viktoria Altenmittlau“, das mit ihm 2008 den Deutschen Orchesterwettbewerb gewann. Er ist unter anderem Juror beim Wettbewerb Jugend musiziert bis zur Bundesebene, Dozent bei Kammermusikförderkursen des Landesmusikrates Hessen, Landesvorsitzender des Ausschusses „Jugend musiziert“ Hessen und war Orchesterratsmitglied und Dozent des Landesjugendsinfonieorchesters Hessen.
Von 1981 bis 1989 war Rückert Dozent für Posaune an der Hochschule für Musik Würzburg, von 1989 bis 2012 an der Musikhochschule Mannheim, die ihn 2004 zum Professor ernannte. Ab 2003 hatte er einen Lehrbeauftragter an der Hochschule für Musik und Darstellende Kunst Frankfurt inne.

## Diskografie
- Crystal Brass – Blechbläser aus Frankfurter Orchestern. Mit David Tasa, Jörg Senger, Soichiro Ono und Hans Kuhner (Walldorf Records; 1984)
- Jacques Guyonnet – La Cantate interrompue. Mit Edward Tarr Brass Ensemble, Cordes du Collegium Academicum de Genève und Jacques Guyonnet (Grammont; 1988)
- Edward Tarr Brass Ensemble: Tanzmusik Für Bläser Aus Renaissance Und Barock. Mit Edward H. Tarr, Marc Ullrich, Robert Küchler und Hendricus Ries (Chrystophorus; 1989)
- hr-Brass – Venezianische Mehrchörigkeit. Mit hr-Brass und Edward H. Tarr (Capriccio/Naxos; 1995)